# Frank Ohandza
Franck Ohandza Zoa est un joueur de football camerounais né le 28 septembre 1991 à Ngong. Il évolue au poste d'attaquant.

## Biographie
Après avoir effectué sa formation dans le petit club local de Daga Sports, Franck s'envole en 2011 pour la Thaïlande et le Buriram PEA où il joue une saison complète dans la peau d'un titulaire. C'est à l'issue de cette première saison qu'il attire l'attention du SpVgg Greuther Fürth qui le prend en prêt pour la saison 2012-2013 de Bundesliga.

## Palmarès
- Finaliste de la Coupe d'Afrique des nations junior 2011
- Champion de Thaïlande en 2011
- Vainqueur de la Coupe de Thaïlande en 2011
- Meilleur buteur du Championnat de Thaïlande 2011